# بال زابو
بال زابو (بالمجرية: Szabó Pál)‏ (و. 1893 – 1970 م) هو كاتب، وصحفي، وسياسي مجري، توفي في بودابست، عن عمر يناهز 77 عاماً.

## مناصب
تولى منصب عضو الجمعية الوطنية المجرية
.

## جوائز
حصل على جوائز منها:
- نيشان الفنون والآداب من رتبة قائد (17 يناير 2013)[3]
- جائزة المنافسة العامة  [لغات أخرى]‏ (1946)

## وصلات خارجية
- بال زابو على موقع IMDb (الإنجليزية)
- بال زابو على موقع قاعدة بيانات الفيلم (الإنجليزية)
- بال زابو في قاعدة بيانات الأفلام على الإنترنت